# ロイス・10HP

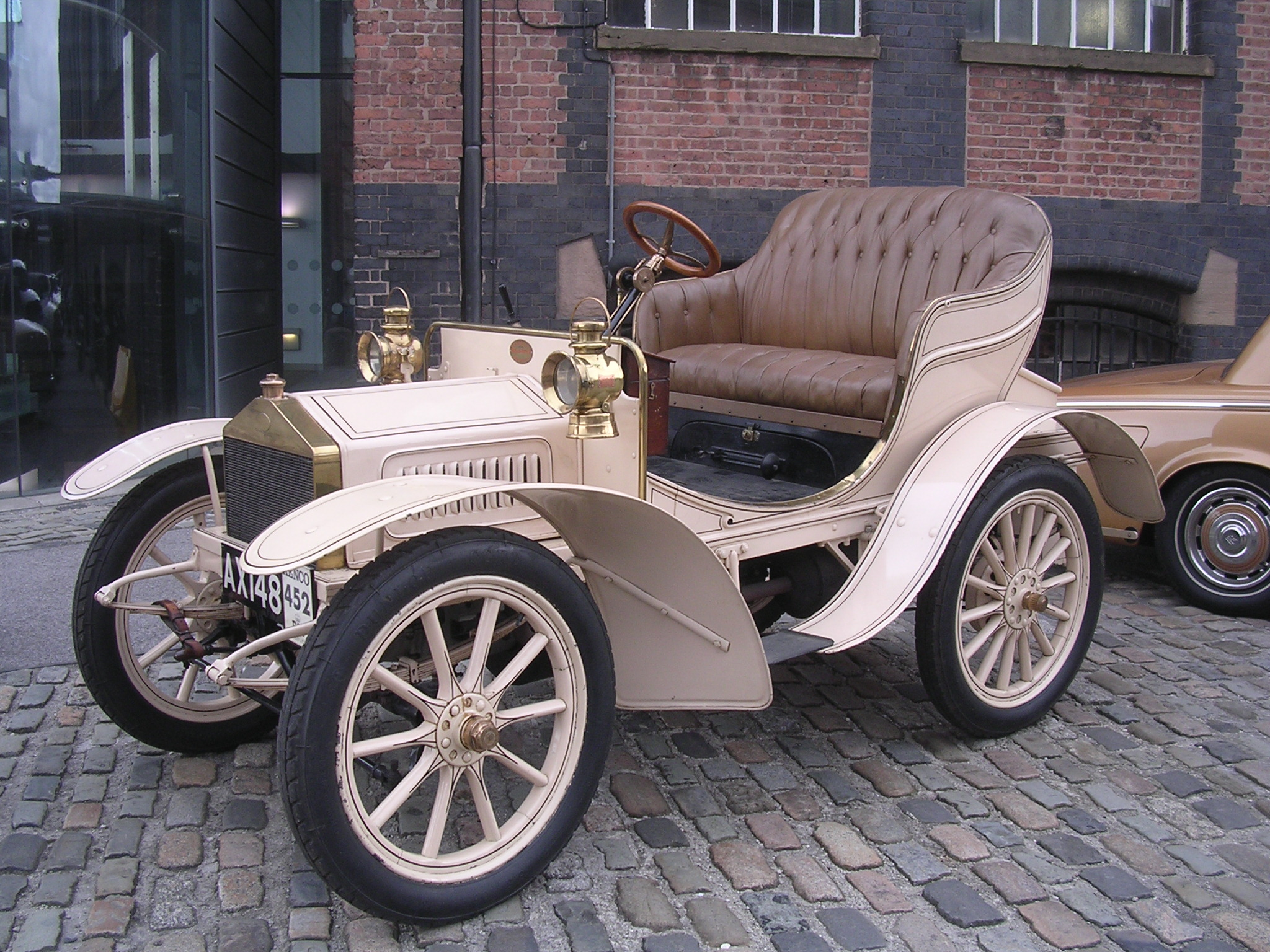
10HP

10HPはF・H・ロイス（後のロールス・ロイス）が1904年から1906年に製造した乗用自動車である。20世紀初頭の自動車としては最高の信頼性を持っていた。
フレデリック・ヘンリー・ロイスは若い頃苦労しながらも事業に成功したものの長年の過労で1902年に体調を崩して療養を勧められ、その療養中の1903年、当時最先端で耐久性の高さで定評のあった自動車ということで、フランスのドコービルが1902年に製作したガソリン自動車12HPを中古で購入して数ヶ月使用した。しかしその不完全な工作によるエンジンやトランスミッションから出る振動と騒音、また制御の鈍感さに苛立った。また本業のダイナモやクレーンなど電気製品が、優秀な成績を挙げつつも、1900年代に入ってからアメリカ合衆国やドイツとの競争に晒されていたこともあり、自動車業界に参入することとした。
当時多くの電気技術者が電気自動車に期待を掛けていたが、当時の技術では必要な性能のバッテリーを自動車に収めることができず、結果電気自動車では航続距離が短く長距離移動が不可能であることをフレデリック・ヘンリー・ロイスは見抜き、ガソリンエンジン車の改良を目指すこととした。
当初フレデリック・ヘンリー・ロイスは当時の自動車エンジンの静粛な回転を妨げていた点火装置と気化器など部品単位で設計・製作をし他の自動車メーカーに供給する考えであったらしいが、しかし数ヶ月寝食を忘れて研究試作に没頭した結果、理想とする自動車を作るには全部自製するしかないとの結論に至った。
フレデリック・ヘンリー・ロイスはF・H・ロイスの電気部門から数人を助手に選抜し、1904年に3台を試作した。

## 機構
エンジンは当初内径φ3¾in(約95.3mm)×行程5in(約127mm)の水冷直列2気筒、約1,810ccであった。
点火装置は当時の自動車において問題点が多かった箇所であるが、トレンブラー高圧コイルとバッテリーによる点火装置により確実な点火を実現した。
フロートチェンバーを持ちシリンダーのサクションで吸い出す、現代と全く同じ原理のスプレー式キャブレターを採用、これ自体はロイスの発明ではないが、従来型がスロットルを閉じた時に混合気が濃くなり過ぎ不安定になるのを自動的に防ぐエアバルブを考案した。
吸気管内の遠心式ガバナーにより500-1,000rpmの間で鋭敏かつ自由に回転数を変更できた。
トランスミッションはオートバイ式「送りチェンジ」の3MT、シャフトドライブと設計は平凡ではあり、これは工作が雑だったことを別としてドコービル12HPの基本設計が優れていたためそれを踏襲したからだが、これらの改良により当初より静粛でスムーズな走行を実現、この点では当時の2気筒車の水準を遥かに上回った。
ホイールベースは当初75in(約1,905mm)。

## その後
第一号車は1904年4月1日に完成し、フレデリック・ヘンリー・ロイス自身の運転で工場を出てロイスの自宅との間で走行実験が行なわれ成功したが、ロイスはこれに飽き足らず2号車を社長のアーネスト・クレアモントに、3号車をパーソンズ・ノンスキッド・タイヤ・カンパニーの代表でF・H・ロイスの大株主だったヘンリー・エドムンズに預けて走行実験を続けた。エドムンズはオートモビル・クラブ・オブ・グレートブリテン&アイルランド主催のテストに持ち込んで素晴らしい成績を記録したが、この時のテストドライバーの一人がチャールズ・ロールズであった。
1904年5月4日にロイスは1号車でマンチェスターに赴き、ミッドランドホテルで昼食を兼ねてロールズと会い、ロールズは独占販売したい旨申し入れると同時に多気筒車の設計製作を依頼、この会談後にメインベアリングが2個から3個に増やされて信頼性向上が図られ、また10HPをベースに3気筒化した15HP、4気筒化した20HP、6気筒化した30HPが企画製造された。1904年12月クリスマス直前に車名はロールス・ロイスとし独占販売権をC・S・ロールズが持つという内容の正式契約が締結された。
1906年にエンジンが内径φ3 15/16in(約100.0mm)×行程5in(約127mm)の2気筒、約1,995ccに拡大された。ホイールベースは後期型で97.2in(約2,468.8mm)に延長された。

## 車両
製造台数は16台とも19台とも言われ、3台が残っている。そのうちの1台は最初のオーナーが10万マイル(約16万km)走行した後ロールス・ロイスに寄贈した。この個体のラジエターはすでにパルテノンを象った形状になっている。